# Бенедикт XIV (антипапа)
Бенедикт XIV (в миру — Бернард Гарнье; умер ок. 1429) — антипапа с 12 ноября 1425 года, в период понтификата папы Мартина V.

## Биография
10 июня 1423 года три из четырёх кардиналов антипапы Бенедикта XIII избрали папой Санчеса Муньоса, взявшего имя Климент VIII. Не присутствовавший на этих выборах кардинал Жан Каррье, который был направлен легатом в Арманьяк, отказался признать их легитимными. Он собрал богословов и каноников в Руэрге и единолично избрал новым папой Бернарда Гарнье, ризничего города Родез. Каррье старался до времени сохранить выборы в тайне, поэтому никакого существенного влияния на католический мир Бенедикт XIV не оказал.